# Хатуари
Хатуарите (на латински: Chattuarii or Attoarii, Hattuarier) са германско племе, живяло първо в северен Хесен на Едер и Фулда. През първите векове сл. Хр. те се преселват в територията на долните Рур, Липе и в Мюнстерланд. Името на река Хетер напомня днес на тях. Те са били съседи на бруктерите и хамавите и през 4 век се присъединяват с тях и други племена към племенния съюз на Франките.
На тях е наречен Хатуариергау, средновековно графство във Франкската империя и Свещената Римска империя.